# Une manola : Léocadie Zorrilla
Une manola : Leocadie Zorrilla (ou plus simplement Léocadie) est une peinture à l'huile sur plâtre de la série des Peintures noires avec lesquelles Francisco de Goya avait décoré les murs de sa maison Quinta del Sordo entre 1819 et 1823. Cette peinture occupait le côté gauche de la porte d’entrée du rez-de-chaussée avec Deux vieux et Deux vieillards mangeant de la soupe, cette dernière étant située au-dessus de la porte.

## Contexte
En 1873, Émile d'Erlanger (1832-1911), un banquier français d'origine allemande, était propriétaire de la maison de Goya, la Quinta del Sordo, où était peinte la scène avec le reste des Peintures noires. Elle fut transformée en huile sur toile en 1874 par Salvador Martínez Cubells, sur commande de d'Erlanger, qui avait l'intention de la vendre à l'Exposition universelle de Paris de 1878. Cependant, cette œuvre n'attira pas les acheteurs et il en fit don en 1881 au musée du Prado, où elle est exposée.
Salvador Martínez Cubells (1842-1914), était restaurateur du musée du Prado et membre de l'Académie royale des Beaux-Arts de San Fernando. Il passa la peinture sur plâtre sur une toile d'après le goût de l'époque. Martinez Cubells fut assisté par ses frères Enrique et Francisco.

## Analyse
Une femme d'âge mûr ou « Manola » en deuil repose son coude sur un monticule de terre sur lequel se trouve une grille entourant généralement les tombes.
Toutes les critiques, depuis le premier catalogue des Peintures noires d'Antonio de Brugada en 1828, s’accordent à affirmer que la femme est Leocadia Zorrilla y Galarza, également connue comme Leocadia Weiss après son mariage à Isidore Weiss. Elle était la belle-sœur de Joan Galarza et maîtresse de Francisco de Goya avec qui elle vécut à la Quinta del Sordo avec ses enfants, Guillermo et Rosario.
L'expression du visage triste et nostalgique a été interprétée comme une allusion au repos final de Goya, une tombe. Léocadie est représentée en veuve du peintre, après la prémonition de la mort et de la grave maladie qui faillit emporter le peintre entre 1819 et 1820 et qui est notamment dépeinte dans Goya et son médecin. 

Le travail est éclairé par une lumière jaune sur le visage, les bras et la poitrine de Léocadie. Cette couleur contraste avec le voile noir couvrant son visage et le haut de la robe. Sa silhouette est cernée d’un épais trait noir. Comme indiqué par Bozal, 

« le paysage clair du fond contraste avec la scène claire [sic, lire probablement : obscure] du premier plan, avec un bleu et les nuages parmi les plus beaux de Goya, ce n'est pas le contexte qui est obscur, c’est la scène »

— Bozal.
Le fond de l'image est occupé par un ciel bleu, blanc et ocre-jaune de la lumière de midi qui ouvre à une gamme moins sombre, prélude à La Laitière de Bordeaux (v. 1825-1827). 
Comme l’ensemble des peintures noires, la gamme de couleurs est fortement réduite, mais ici la gamme est composée de bleu, d’ocre et de noir. Elles sont considérées comme des précurseurs de l'expressionnisme du XXe siècle.